# Robert Ronald McIan
Robert Ronald McIan, aussi appelé Robert Ranald McIan, (1803 – Hampstead, Londres, 13 décembre 1856) est un comédien et peintre écossais, renommé pour ses dessins représentant des personnages en costume traditionnel écossais. Il a notamment réalisé les superbes illustrations de l'ouvrage The Clans of the Scottish Highlands de James Logan, publié en 1845 pour le centenaire de la rébellion jacobite de 1745, ainsi que celles de Picturesque Gatherings of The Scottish Highlanders publié en 1848

## Biographie
Vers la fin de son adolescence, il s'installe à Londres où il joue au théâtre de Covent Garden. En 1831, il rencontre une jeune anglaise de 17 ans qui vient de quitter son Somerset natal, Frances Matilda Whitaker (Bath, 1814 - 7 avril 1897) qui est la fille d'un ébéniste. Quelque temps plus tard il l'épouse. Elle deviendra également une artiste célèbre pour ses peintures des Highlands écossais, sous le nom de Fanny McIan. En 1854 elle est la seconde femme à être nommée au titre de Honourary Fellow de la Royal Scottish Academy.
Dans les années 1840, McIan abandonne son activité de comédien pour se consacrer au dessin et à la peinture.
Il décède le 13 décembre 1856 à Londres, dans sa résidence du quartier chic de Hampstead, et est enterré au cimetière de Highgate le 23 décembre.

## Illustrations d'ouvrages
- The Clans of the Scottish Highlands, textes de James Logan, Ackermann and Co., 1845, folio, ca. 12 × 8, lithographies
- Picturesque Gatherings of The Scottish Highlanders, 1848
- McIan's Highlanders At Home, 1848